# Scheune Oldenburger Straße 2
Die Scheune Oldenburger Straße 2 in der niedersächsischen Gemeinde Loxstedt, Ortsteil Ueterlande, im Landkreis Cuxhaven stammt aus dem 19. Jahrhundert. Aktuell (2024) wird sie als Wohnhaus und gewerblich genutzt.
Das Gebäude steht unter Denkmalschutz (siehe auch Liste der Baudenkmale in Loxstedt).

## Geschichte
Das eingeschossige giebelständige Gebäude in Backstein als Vierständer-Hallenhaus, mit reetgedecktem Krüppelwalmdach, Niedersachsengiebel mit Uhlenloch und Grooter Door mit Korbbogen sowie mit rückwärtigem eingerückten Speicherteil, wurde um 1870 gebaut. Rundbogige Fenster und ein geschossteilender Fries (Deutsches Band bzw. Sägefries) gliedern den Giebel. Die auch zu Wohnzwecken umgebaute Scheune war Teil eines großen Hofes mit heute zwei neueren traufständigen Gebäuden.
Die Zufahrt und die Hofpflasterung südwestlich vor der Scheune haben eine denkmalgeschützte Pflasterung.
Das Landesdenkmalamt befand u. a.: „… Überrest einer ehemals stattlichen Gesamtanlage des 19. Jahrhunderts ….“